# Ploumanac’h
Koordinaten: 48° 50′ N, 3° 29′ W

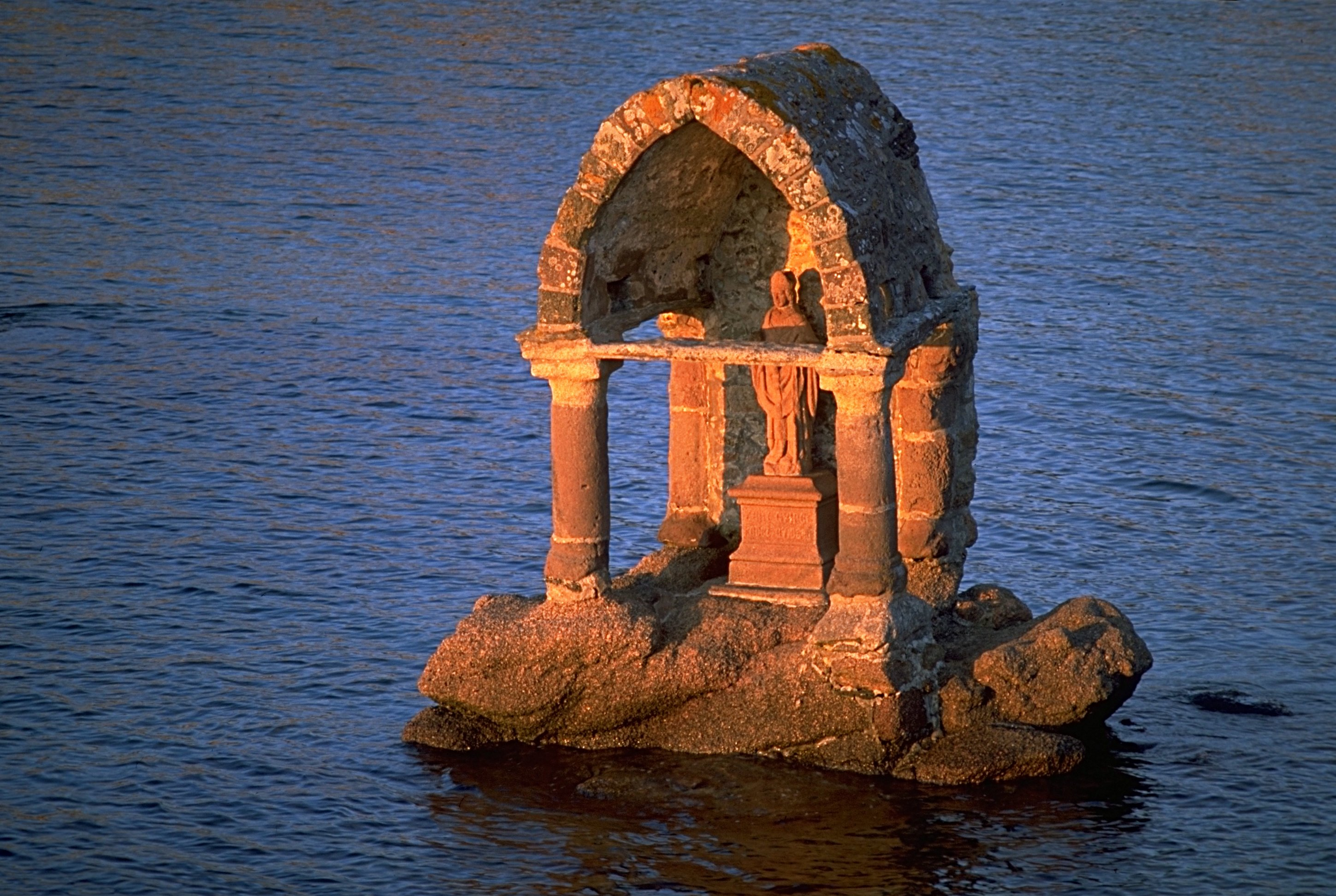
Oratorium St. Guirec

Wappen

Ploumanac’h ist ein kleiner Hafenort an der bretonischen Nordküste, der sogenannten Côte de Granit Rose (bretonisch Aod ar Vein Ruz), der rosafarbenen Granitküste. Der ehemals selbständige Ort gehört heute zur Gemeinde Perros-Guirec (bretonisch Perroz-Gireg). An der Einfahrt zum Hafen liegt der 1945 erbaute Leuchtturm, dem Strand vorgelagert ist das mittelalterliche Oratorium St-Guirec. Oberhalb des Strandes befindet sich die Kapelle St-Guirec mit einem denkmalgeschützten Kalvarienberg.
Ploumanac’h hat sich zu einem der meistbesuchten Ferienorte an der Granitküste entwickelt. Sehenswert sind hier die riesigen und ungewöhnlich geformten Granitkolosse, die vom Land bis weit ins Meer hinaus reichen.

Klettern an der rosa Granitküste

## Der Zöllnerpfad
Von Ploumanac’h nach Perros-Guirec führt der etwa vier Kilometer lange Sentier des Douaniers, der Zöllnerpfad. Sein Name verrät, dass er ursprünglich angelegt wurde, um Piraten und Schmugglern das Handwerk zu legen. Im frühen 19. Jahrhundert patrouillierten hier Zöllner, denn hohe Schutzzölle und die Kontinentalsperre Napoleons I. machten deren Geschäfte lukrativ. Heute empfiehlt sich der Pfad als großartiger Wanderweg durch die bizarren Felsen der Granitküste.
Das Granitgebirge entstand vor etwa 300 Millionen Jahren. Die Magmamasse drang dabei nicht ganz bis zur Erdoberfläche vor, kühlte somit nur langsam ab und bildete ein feines oder gröberes Korn, das dem Granit den Namen gibt.

## Bildergalerie

Felsformationen an der Côte de Granit Rose am Zöllnerpfad zwischen Ploumanac’h und Perros-Guirec
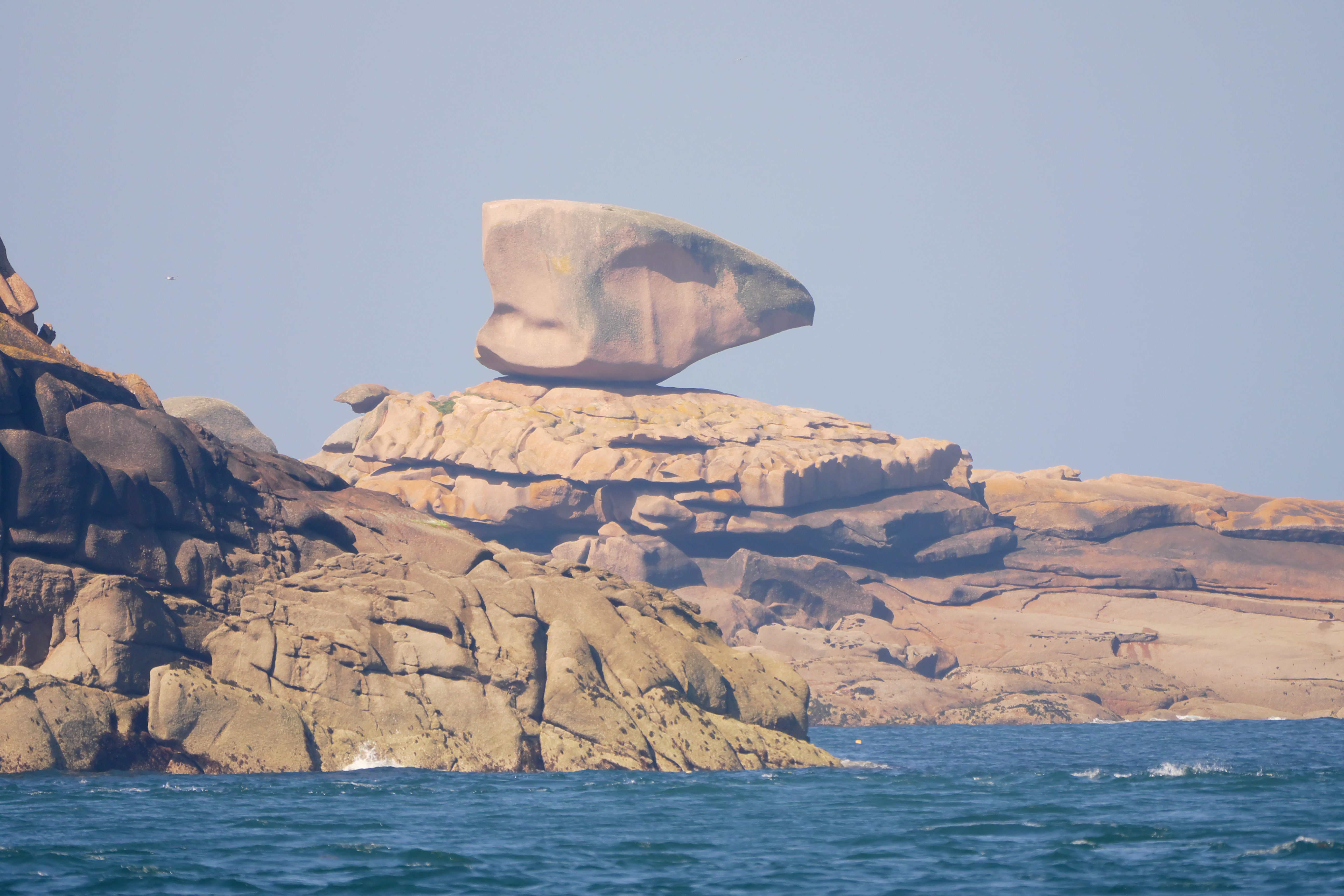
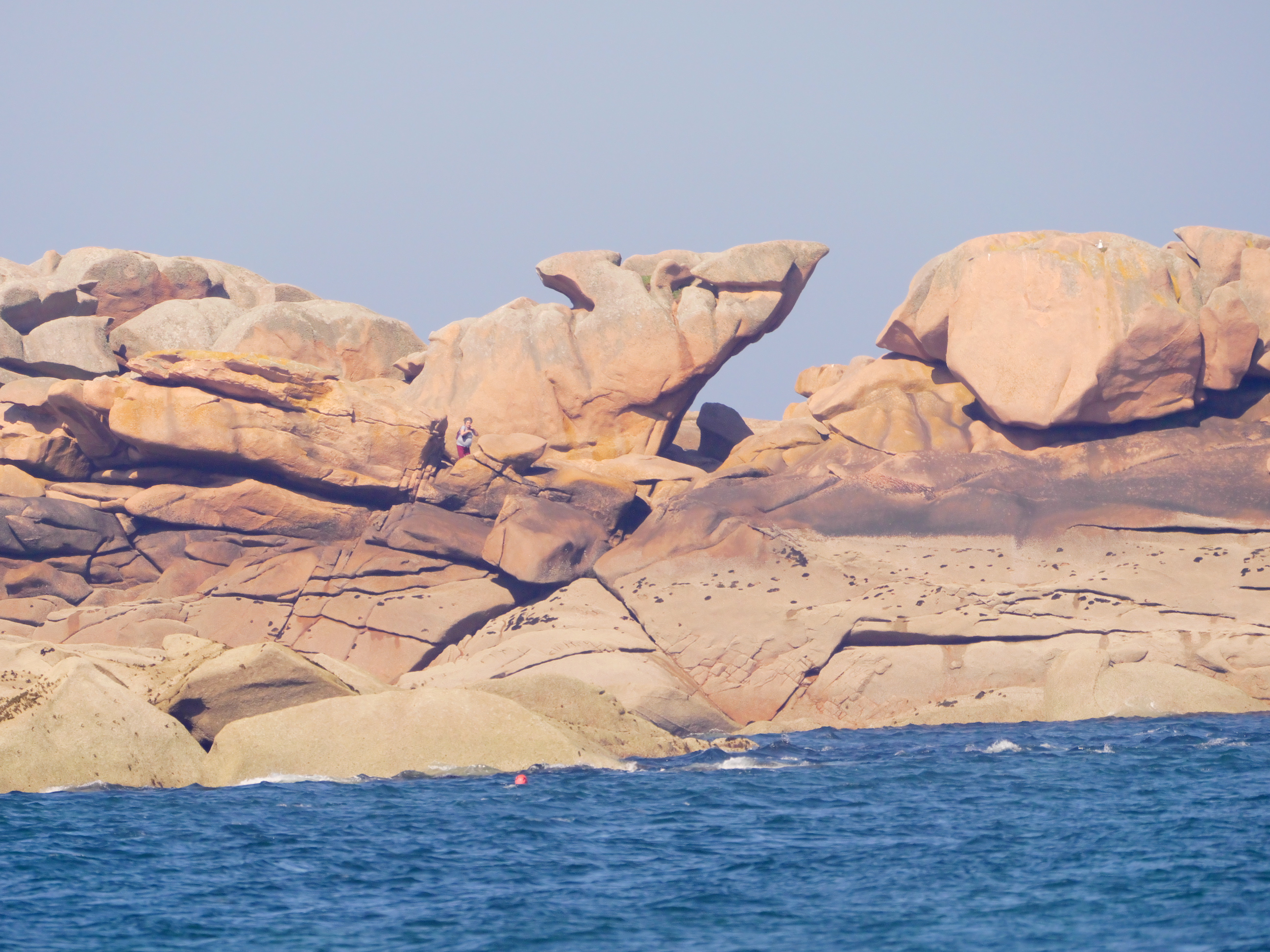
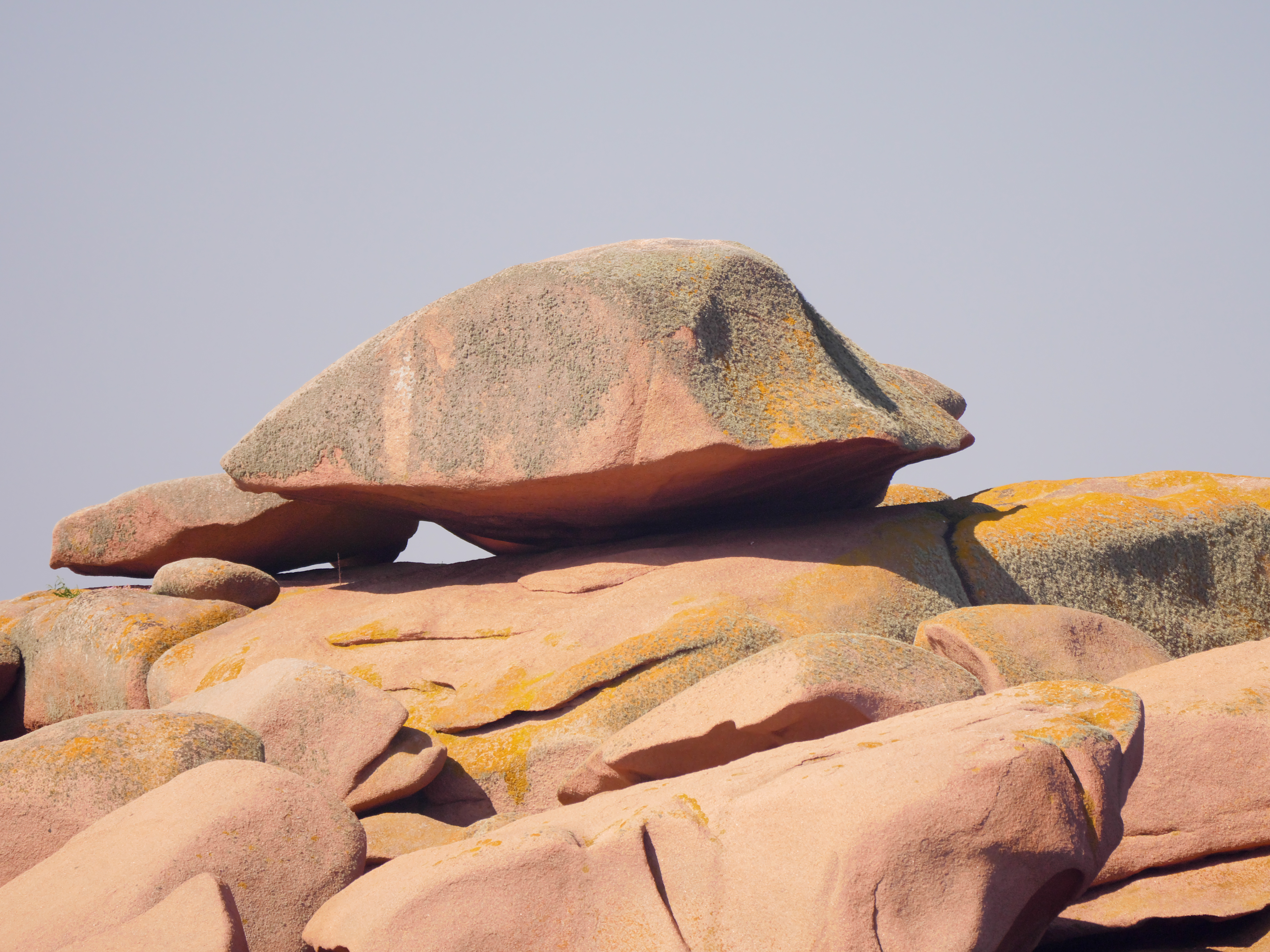
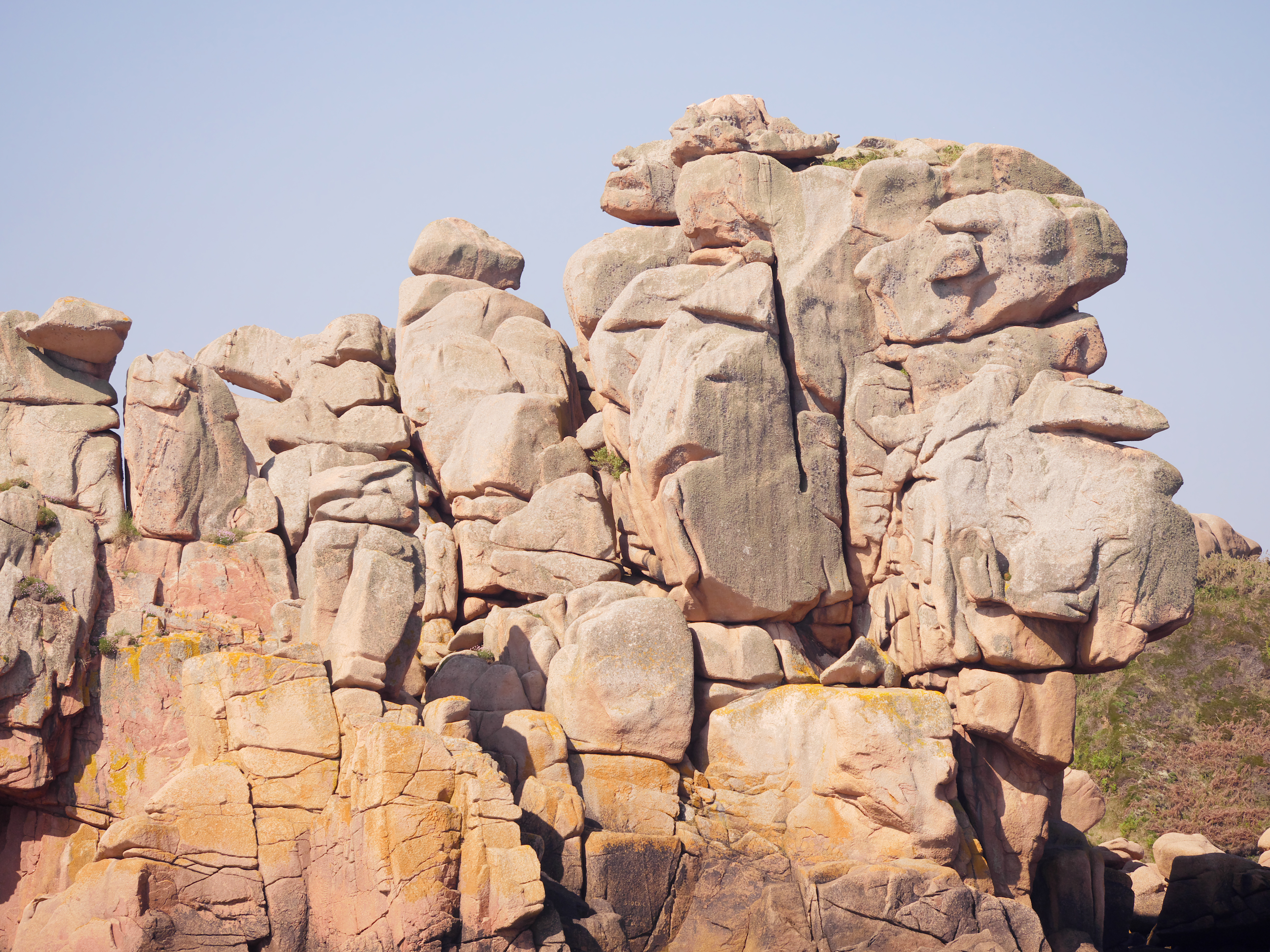
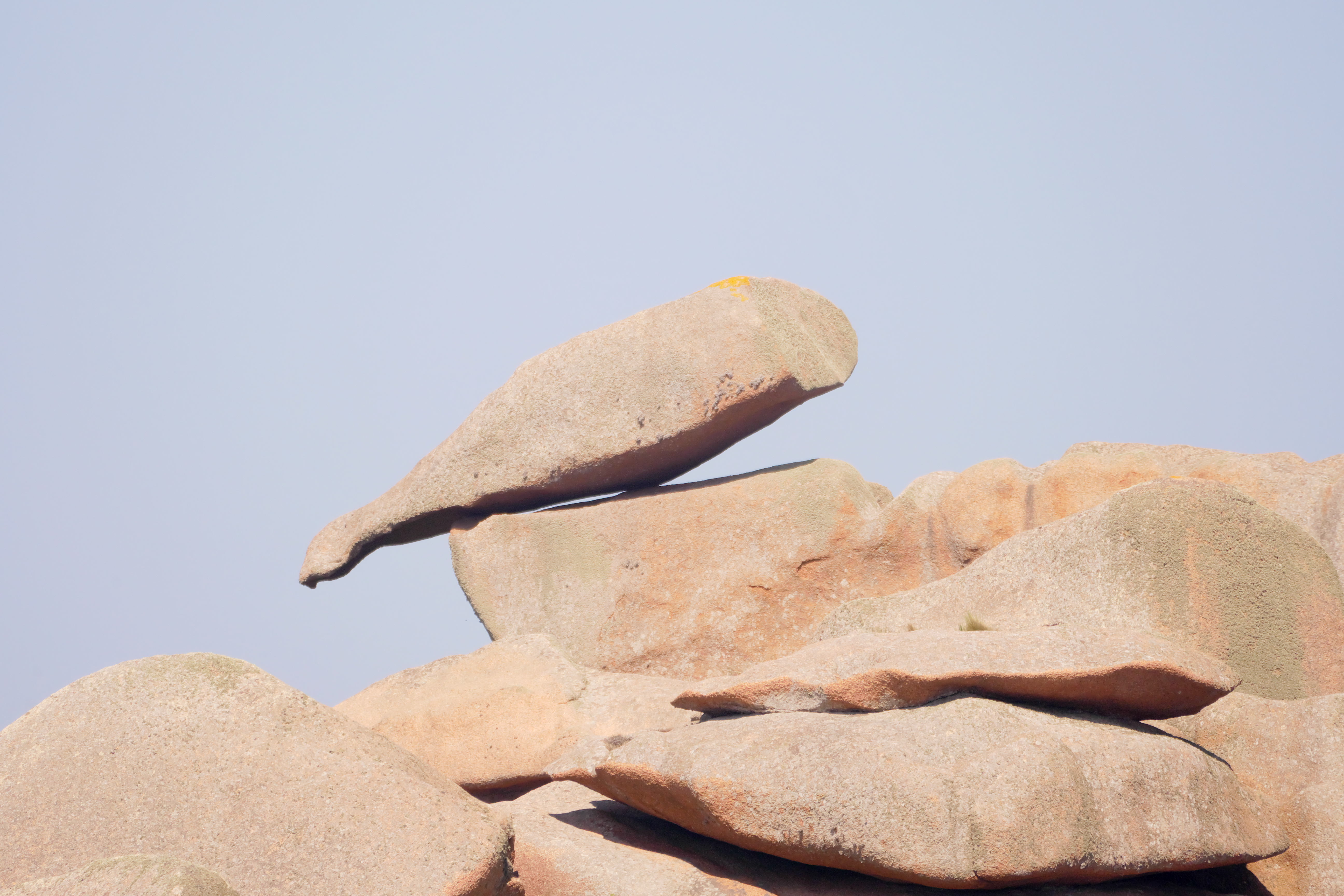
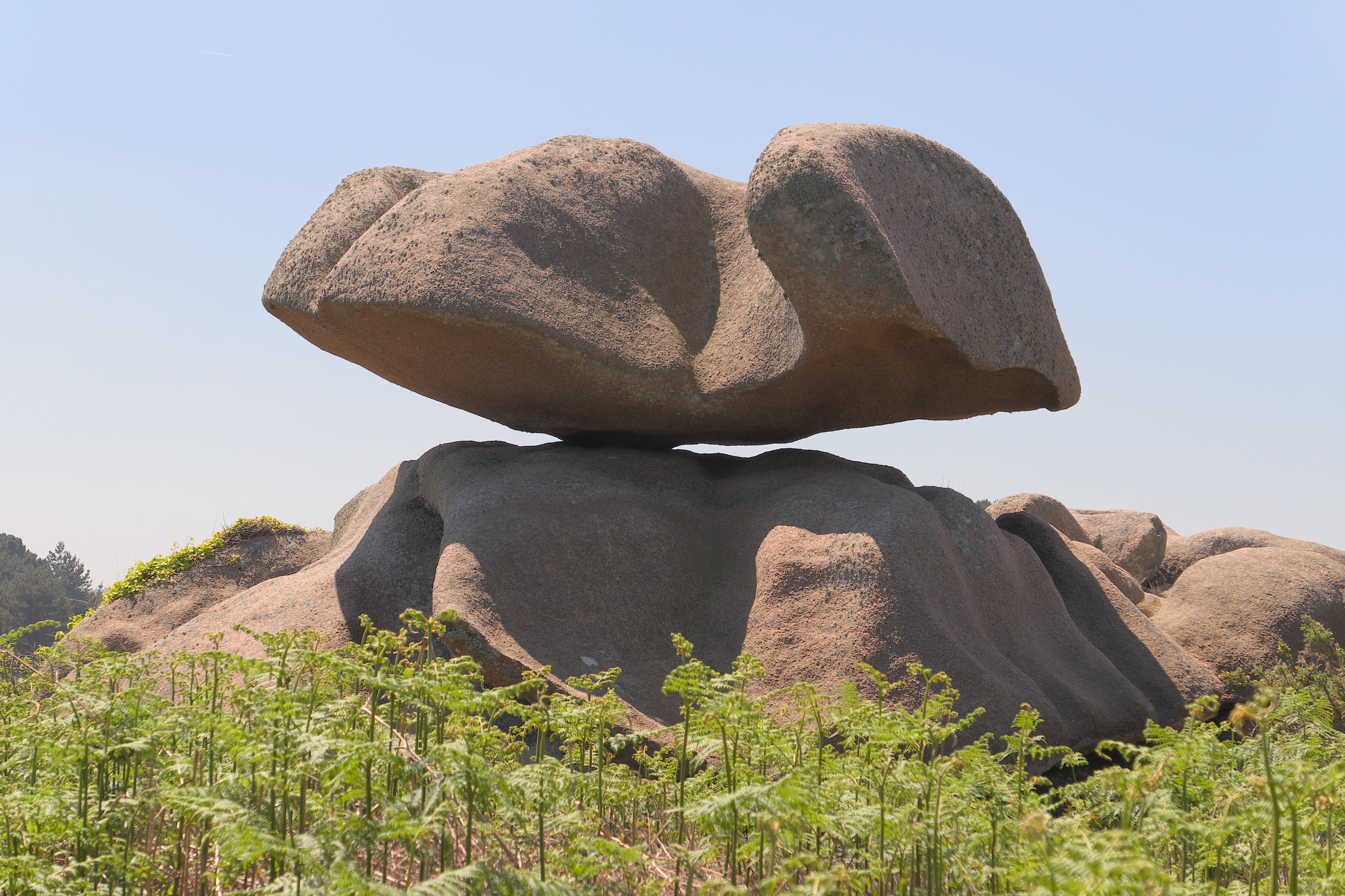